# غارة البوكمال
غارة أبو كمال هي غارة نفذتها 4 طائرات مروحية تنقل أفرادا من القوات الخاصة الأمريكية ووكالة المخابرات المركزية داخل سوريا في 26 أكتوبر 2008. أدانت السلطات السورية الهجوم ووصفته بأنه هجوم «إرهابي وإجرامي» على سيادتها، وزعمت أن القتلى الثامنية كلهم من المدنين. لكن مصدر عسكري أمريكي لم يكشف عن اسمه، أدعى أن الهدف كان شبكة من المقاتلين الأجانب الذين يسافرون عبر سوريا للانضمام إلى المتمردين العراقين ضد قوات التحالف التي تقودها الولايات المتحدة في العراق والحكومة العراقية.

## ردود الفعل الدولية
- مصر: صرح المتحدث باسم وزارة الخارجية المصرية بأن مصر تعتبر تلك العملية خرقا جسيما لسيادة سوريا على أراضيها، وقال «إن مصر تدعو جميع الأطراف إلى الامتناع عن أي أعمال أو إجراءات أو تحركات من شأنها زعزعة الاستقرار في الإقليم أو أي دولة والالتزام بمبادئ حسن الجوار خاصة في ظل الظروف المتوترة التي تشهدها المنطقة».[4]
- فرنسا: صرح الناطق باسم وزارة الخارجية الفرنسية ريك شوفاليه بأن فرنسا ترغب في كشف ملابسات الغارة، وشدد على تمسك بلاده باحترام وحدة وسيادة الدول.